# Lycaea serrata
Lycaea serrata is een vlokreeftensoort uit de familie van de Lycaeidae. De wetenschappelijke naam van de soort is voor het eerst geldig gepubliceerd in 1879 door Claus.